# Матей из Янова

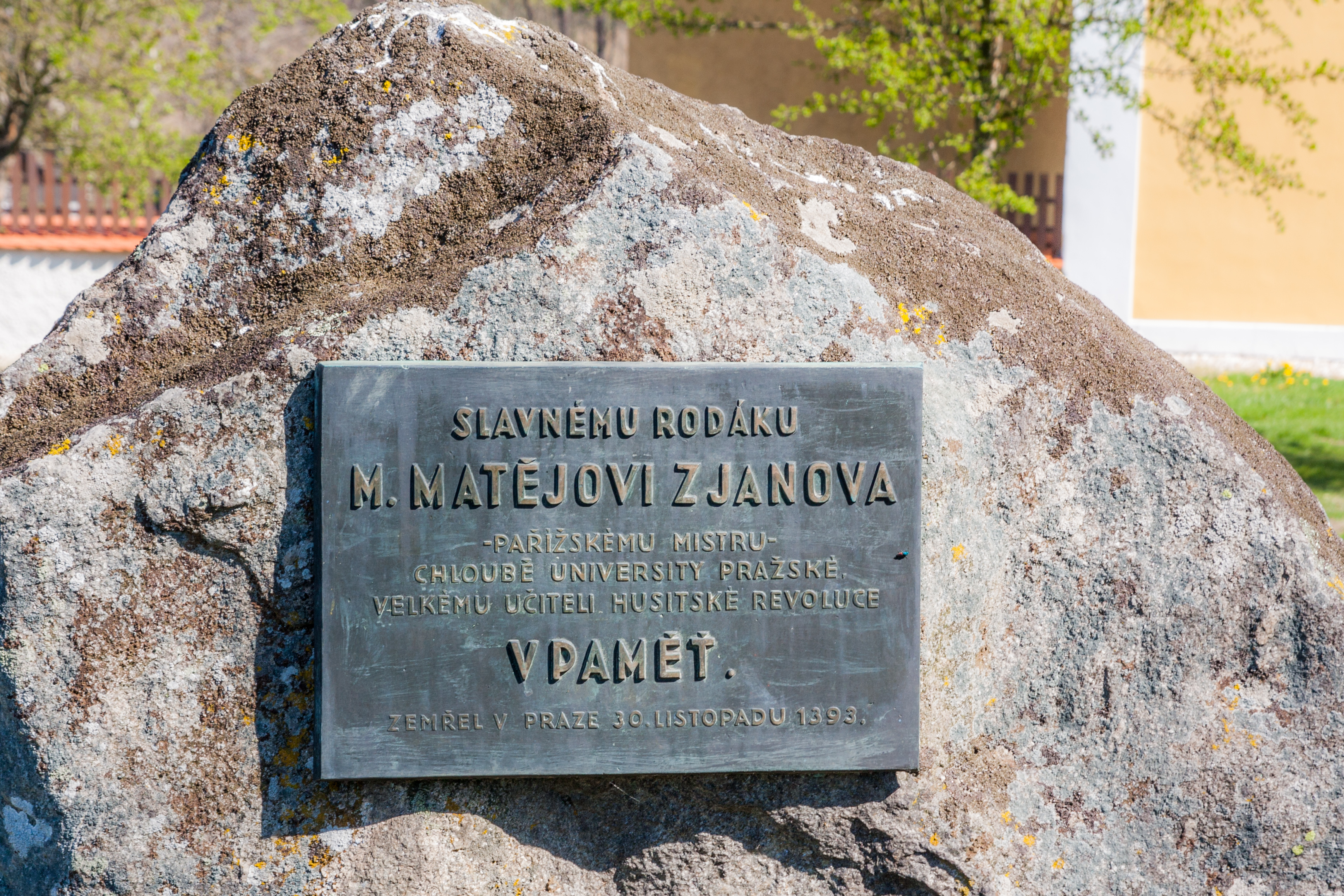
Мемориальная доска в честь Матея в его родной деревне Янов

Матей из Янова (чеш. Matěj z Janova, между 1350 и 1355 — 30 ноября 1393) — чешский мыслитель, один из представителей ранней Реформации, идейный предшественник Яна Гуса.

## Жизнь и творчество
Получил теологическое образование (1370-е) в Пражском и Парижском университетах (отсюда другое прозвище Матвея — Парижский). Был учеником Яна Милича. В 1380 стал магистром. В 1381 совершил путешествие в Рим, потом был каноником в Праге, жил в ужасной нужде, оказавшей влияние на все его творчество. Только в 1388 смог получить место приходского священника в одном из чешских городов.
Изобличал католическое духовенство, призывал отнять у церкви богатства и политическую власть, ликвидировать монастыри, а монахов заставить трудиться. Выступал в защиту простого народа. Проповедовал и писал в основном на латыни.
В 1389, будучи магистром Парижского университета, отрекся от своего учения о причащении, поклонении образу и святым.
Умер 30 ноября 1393 в Праге.

## Труды
- Regulae veteris et Novi Testamenti (Правила Старого и Нового законов), dil. 1-5, Praha, 1908-26
- Kazani (Проповедь)
- Tractatus de praecepti Domini